# Apalachee
Apalachee ali Apalači, pleme ameriških Indijancev, nekoč naseljeno okoli zaliva Apalachee na severozahodu Floride, kasneje pa jih najdemo tudi v zveznih državah Georgia, Alabama, Louisiana in Oklahoma. Jezikovno Apalachee pripadajo družini Muskogean, po kulturi pa plemenom jugovzhodnih poljedelcev, gojiteljev koruze. Leta 1650 jih je bilo morda okoli 7.000 in so živeli v 19 naseljih.

## Ime
Ime Apalachee se danes najpogosteje prevaja kot "ljudje na drugi strani" v aluziji na reko Apalachee, ali morda, meni Swanton, iz Choctaw imena apelachi, "pomočnik."

## Vasi
- Aute,
- Ayubale,
- Bacica, pri reki Wacissa.
- Bacuqua,
- Calahuchi, morda Apalachee?
- Cupayca,
- Ibitachuco,
- Iniahica,
- Ochete,
- Ocuia,
- Ospalaga,
- Patali,
- Talimali,
- Talpatqui,
- Tomoli,
- Uzela, na ali blizu reke Ocilla
- Yapalaga,
- Ychutafun, na reki Apalachicola
- Yecambi.

## Zgodovina
Apalachee so bili napredni poljedelci, ki so močno trpeli leta 1702 in 1704. Najprej so jih leta 1702 napadli Creeki (verjetno Indijanci Alabama) in Angleži, leta 1704 pa so Angleži iz Karoline in Alabama Indijanci uničili to ljudstvo. Od 7000 Apalachee Indijancev je preživelo le 400, španska garnizija St. Mark z 32 člani posadke je bila uničena, posadka pa ujeta. Od Špancev so Alabame sežgali 17 članov posadke, med katerimi so bili tudi 3 frančiškani. Polkovnik Moore je del preživelih Apalačijev odpeljal s seboj v Južno Karolino, kjer so se naselili pri New Windsoru, preostali so pobegnili na območje Mobile, kjer so dobili zemljo za naselitev. Po kratkem času so se Apalači iz Južne Karoline vrnili domov in se naselili na območju Pensacole, kjer so bili bližje svojim sorodnikom iz Mobila. Leta 1718. je nastalo novo naselje Apalačijev pri San Marcos de Apalache, leta 1728 pa še dve, vsa so gravitirala proti Pensacoli. Pri ustanavljanju novih naselij Apalačijev so jim pomagali prijatelji Španci. Leta 1764, eno leto po tem, ko so francoske in španske posesti vzhodno od reke Misisipi pripadle Veliki Britaniji, so morali Apalači zapustiti to območje in odšli v Louisiano, kjer so jih Španci naselili ob reki Red River (Mississippi), skupaj s plemenom Houma med Bayou d'Arro in Bayou Jean de Jean. Večina te zemlje je bila kljub temu razprodana leta 1803, Apalači so se zmanjšali na peščico duš, ki so se razpršile, del pa se jih je pridružil Creekom v Oklahomi.
Po uničenju Apalačijev je njihovo število znašalo 50 (v Louisiani leta 1800), 50 (v Louisiani leta 1900). Leta 1996 in 2000 jih je 300 naseljenih v Louisiani, vendar niso čistokrvni.

## Življenje in običaji
Apalači so bili odlični bojevniki in poljedelci, katerih velika polja koruze so se nahajala okoli Tallahasseeja. Koruza so hranili v velikih skupnih bivališčih in jo celo izvažali na Kubo. Meso so pridobivali z lovom, glavna lovina pa jim je bil belorepi jelen (Odocoileus virginianus). Dedovanje je bilo pri njih matrilinearno. Med menstrualnim obdobjem so bile ženske zaprte v posebnih hišah brez oken. Živeli so v strahu pred duhovi.
Glavna hrana Apalačijev so bili koruza, fižol in buče. Polja so za sajenje pripravljali moški, ki so se ukvarjali tudi z lovom na medvede, jelene in manjšo divjad. Ženske so se poleg sajenja ukvarjale tudi z nabiranjem orehov in drugih rastlin. Moška oblačila so sestavljali predpasniki, ženske pa so nosile špansko 'moss skirt'.
Igra z žogo je znana tudi pri drugih jugovzhodnih plemenih, kot sta Choctaw in Seminoli, in vsaka ekipa je lahko imela do sto igralcev. Žogica Apalačijev je bila velika kot žogica za golf, narejena je bila iz gline in obšita z usnjem.
V religiji se prav tako ne razlikujejo od drugih plemen tega območja, vključno z velikimi ceremonialnimi 'moundi' (nasipi), vsak mound je imel na vrhu strukturo. Glej slike  Arhivirano 12. september 2006. na Wayback Machine.

## Apalači danes
V novejšem času so se različni ostanki Apalačev zbrali in danes tvorijo dve plemeni, od katerih obe živita v zvezni državi Louisiana, to sta: 
- Apalachee Indians of Louisiana in
- Apalachee Indian Tribe.